# Балково (Пологовский район)
Ба́лково (укр. Балкове) — село в Балковском сельском совете, Токмакский район, Запорожская область, Украина. Является административным центром Балковского сельского совета, в который, кроме того, входят сёла Гришино, Козолуговка и Светлое.
Население по переписи 2001 года составляло 501 человек. Код КОАТУУ — 2325280401.

## Географическое положение
Село Балково находится на левом берегу реки Бегим-Чокрак, которая через 1,5 км впадает в реку Курошаны, выше по течению на расстоянии в 0,5 км расположено село Светлое. Река в этом месте пересыхает, на ней сделано несколько запруд.

## История
В 1821 году село Фирстенвердер (Фаштовод) основано немцами-колонистами. До 1871 года село входило в Молочанский меннонитский округ Бердянского уезда.
В 1946 году переименовано в село Балково.

## Экономика
- Аграрно-производственное предприятие «Агросвит», ООО.
- «Тополь», агрофирма.

## Объекты социальной сферы
- Школа.
- Детский сад.
- Дом культуры.
- Фельдшерско-акушерский пункт.

## Достопримечательности
- Братская могила восьми советских воинов.